# Oldřich Semerák
Oldřich Semerák (25. října 1932 Stolín – 1. ledna 2024) byl český hudební skladatel, trombonista a hudební pedagog.

## Studia
V letech 1947–48 studoval v Ústavu moderních řečí, 1948–52 na průmyslové škole.
V letech 1952–58 studoval na konzervatoři v Brně u Františka Suchého kompozici, u Josefa Smékala hru na pozoun.
Už během své hudební kariéry v 60. letech současně 1966–67 byl posluchačem UJEP v Brně (obor hudební věda), 1967–71 pokračoval ve studiu skladby u Emila Hlobila a Karla Janečka na Akademii múzických umění v Praze (MgA. 1999).
Skladbu studoval ve třídě Emila Hlobila, soustředil se především na instrumentální hudbu.

## Dílo (výběr)
Oldřich Semerák je autorem řady skladeb.

### Orchestrální skladby
- Symfonie č. 1 (1970);
- Symfonie č. 2 (1971);
- Mládežnické leporelo (1972);
- Preludio eroico, předehra pro velký orchestr (1974);
- Osvobození, pochod pro dechový orchestr (1975).

### Komorní skladby
- Barokní invence dvouhlasá (1955);
- Malá suita pro klavír (1956);
- Variace pro trombon a klavír (1957);
- Preludium, kánon a fuga pro flétnu, hoboj, klarinet a fagot (1968);
- Tři fugy pro žestě (1957–61);
- Sonata giocosa pro housle a violoncello (1958–65);
- Komorní hudba I. pro pět hráčů (1965);
- Dialogue des timbres pro flétnu a fagot (1975);
- Sonáta pro klavír (1968);
- Smyčcový kvartet č. 1 (1969);
- Kammermusik II für „GROEP ´69“ (1972);
- Komorní hudba III pro šest hráčů (1974);
- Smyčcový kvartet č. 2 (1974);
- Žesťový kvintet (1978);
- Trialogy pro flétnu, violoncello a klavír (1980);
- Romantické variace pro pozoun a klavír (1981);
- Quintetto semplice per fl., ob., clar., cor., fg. (1983);
- Hudba pro kvarteto (1984);
- Sonáta pro akordeon (1984);
- Tři věty pro saxofonové kvarteto (1986);
- Preludium, chorál a fuga pro varhany (1989);
- Tricinium pro housle, violoncello a klavír (1996);
- Rondo pro dvanáct žesťových nástrojů (2007).

### Vokální skladby
- Vějíř Boženy Němcové, cyklus písní pro vyšší hlas a klavír (1957);
- Tři lidové písně pro ženský sbor, flétnu a klavír (1972);
- Říkanky pro dětský sbor a klavír (1974);
- Pozdrav zemi, smíšený sbor (1976).

## Umělecké a pedagogické působení
1960–61 byl členem orchestru Jihočeského divadla v Českých Budějovicích jako trombonista, 1961–73 Karlovarského symfonického orchestru.
V letech 1973–75 byl zástupcem ředitele, 1975–77 ředitelem Lidové školy umění v Karlových Varech a zároveň pedagogem na plzeňské konzervatoři, od roku 1977 učil skladbu a hudebně-teoretické předměty na Pražské konzervatoři, v letech 1983–1990 byl zástupcem ředitele. Od devadesátých let učil odbornou teorii.
Jeho žáky byli mimo jiné Libor Dřevikovský, Josef Marek, Radek Rejšek, Ondřej Kukal, Martin Smolka, Jiří Bárta, Hana Maryšková, Miloš Havlík, Jaroslav Svěcený, Vratislav Kříž, Ondřej Štochl, Jan Fila a další.
Pro Pražskou konzervatoř napsal např. skripta Kompoziční metody 20. století a skripta Nauka o hudebních formách. Zabýval se i přesahy hudby a výtvarného umění.
Od roku 1991 působil aktivně ve Společnosti českých skladatelů, řadu let jako člen výboru, později jako člen.
V pondělí 14. listopadu 2022 v Malém Španělském sále se uskutečnil gratulační koncert k 90. narozeninám Oldřicha Semeráka, informaci přinesl server Opera Plus.

## Rodina
Oldřich Semerák měl s manželkou Miladou tři syny Oldřicha, Tomáše a Ivana. Oldřich Semerák ml. (1962) je fyzik,